# Transformers Prime Beast Hunters: Predacons Rising
A Transformers Prime Beast Hunters: Predacons Rising 2013-ban bemutatott egész estés amerikai televíziós 3D-s számítógépes animációs film, amely a Transformers: Prime című animációs tévéfilmsorozatot lezáró különkiadás. A The Hub adta le először az Egyesült Államokban 2013. október 4-én. Magyar változat nem készült belőle.

## Ismertető
Az Autobotok földi győzelme után Unicron visszatér Megatron testét megszállva, azzal a szándékkal, hogy megsemmisítse a Cybertront, ezzel arra kényszeríti az Autobotokat, a Decepticonokat és a Predaconokat, hogy egy valószínűtlen szövetséget kössenek a fenyegetés ellen.

## Szereplők
- Peter Cullen – Optimus Prime
- John Noble – Unicron
- Frank Welker – Megatron & Terrorcons
- Sumalee Montano – Arcee
- Kevin Michael Richardson – Bulkhead
- Nolan North – Smokescreen & Sky Lynx
- James Horan – Wheeljack
- Will Friedle – Bumblebee
- Michael Ironside – Ultra Magnus
- Daran Norris – Knock Out
- Jeffrey Combs – Ratchet
- Peter Mensah – Predaking
- Steven Blum – Starscream & Darksteel
- David Sobolov – Shockwave

## Bakik
- Shockwave túlélése vitatott, hiszen Terrorconok túlerőben voltak és rátapostak, de ő mégis szinte sértetlenül jön ki.
- Optimus miért nem használja a Star Sabert az Unicron elleni harcban? Mert ez elején ezzel tüntette ki Bumblebee-t lovagnak.
- Arachnid-et, és az Insecticonokat sem említik a történetben, pedig Soundwave a Cybertron egyik holdjára küldte őket.
- Soundwavet igaz hogy az árnyzónába zárták de Shockwave vagy Megatron miért nem próbálta meg ki szabadítani vagy akár az autobotok?

## Fogadtatás
A Predacons Rising pozitív kritikákat kapott, mivel a sorozat kielégítő befejezésének nevezték, de néhányan kritizálták egyes karaktereknek a kihasználatlanságát.

## Fordítás
Ez a szócikk részben vagy egészben  a   Transformers Prime Beast Hunters: Predacons Rising című angol Wikipédia-szócikk fordításán alapul.  Az eredeti cikk szerkesztőit annak laptörténete sorolja fel. Ez a jelzés csupán a megfogalmazás eredetét és a szerzői jogokat jelzi, nem szolgál a cikkben szereplő információk forrásmegjelöléseként.